# Бонтемпи, Гвидо
Гвидо Бонтемпи (итал. Guido Bontempi; род. 12 января 1960, в Гуссаго, провинция Брешиа, область Ломбардия, Италия)  — итальянский профессиональный шоссейный велогонщик.

## Достижения

### Шоссе
1979
1-й - Джиро дель Вальдарно
1-й - Trofeo Banca Popolare di Vicenza
1-й - Trofeo Papà Cervi
1-й - Gran Premio Somma
1980
1-й - Coppa Città di Melzo
1-й - Giro delle Tre Provincie
1-й - Trofeo Banca Popolare di Vicenza
1-й - Trofeo Papà Cervi
1981
1-й - Этап 1а Джиро д’Италия
1-й - Этапы 1 и 3 Вуэльта Испании
1-й - Этап 1 Руота д’Оро
1982
1-й - Giro del Friuli
1-й - Этап 14 Джиро д’Италия
1-й - Этап 1 Tour des Pouilles
1983
1-й - Джиро дель Пьемонте
1-й - Этапы 2 и 8 Джиро д’Италия
1-й - Этап 1 Тиррено — Адриатико
1-й - Этапы 1 и 5 Тур Страны Басков
1-й - Этап 1 Руота д’Оро
1-й - Этап 1 Tour des Pouilles
1-й - Этап 1 Тур Сардинии
2-й - Милан — Сан-Ремо
1984
1-й - Гент — Вевельгем
1-й - Пролог Тиррено — Адриатико
1-й - Этап 21 Джиро д’Италия
1-й - Этап 1 Руота д’Оро
1-й - Этап 3 Tour des Pouilles
2-й - Милан — Турин
1985
1-й - Этап 2 Джиро дель Трентино
1-й - Этап 5 Тур Дании
1-й - Этапы 2 и 4 Руота д’Оро
1986
1-й - Гент — Вевельгем
1-й - Giro della Provincia di Reggio Calabria
1-й - Париж — Брюссель
1-й - Три варезенские долины
Джиро д’Италия
1-й  — Очковая классификация
1-й - Этапы  7, 10, 11, 17 и 20
1-й - Этапы 6, 22 и 23 Тур де Франс
1-й - Coppa Placci
1-й - Три варезенские долины
1-й - Giro della Provincia di Reggio Calabria
1987
1-й - Кубок Бернокки
1-й - Giro del Friuli
1-й - Этапы 3 (КГ) и 12 Джиро д’Италия
1-й - Этап 2 (КГ) Тур де Франс
1-й - Tour des Pouilles — Генеральная классификация
1-й - Этапы 1 и 2
1-й - Этап 1 Международная неделя Коппи и Бартали
3-й - Милан — Сан-Ремо
1988
1-й - Кубок Бернокки
1-й - E3 Харелбеке
1-й - Giro del Friuli
1-й - Этапы 2 и 5 Джиро д’Италия
1-й - Пролог (ИГ) Тур де Франс
1-й - Этапы 1 и 5  Международная неделя Коппи и Бартали
2-й - Три варезенские долины
1989
9-й - Париж — Тур
1990
1-й - Этап 1b Неделя Каталонии
1-й - Этап 19 Тур де Франс
1-й - Этапы 1а и 2 Вуэльта Валенсии
1-й - Tour des Pouilles — Генеральная классификация
1-й - Этап 1
1991
1-й - Три варезенские долины
1-й - Этап 2 Тур Люксембурга
1-й - Этапы 10 и 15 Вуэльта Испании
1992
1-й - Этапы 7 и 9 Джиро д’Италия
1-й - Этап 5 Тур де Франс
4-й - Чемпионат Цюриха
8-й - Амстел Голд Рейс
1993
1-й - Этап 1 Джиро дель Трентино
1-й - Этап 6 Джиро д’Италия
1-й - Этап 3 Вуэльта Валенсии
1994
7-й - Тур Фландрии
1995
1-й - Этап 3 (КГ) Тур де Франс

### Трек
1980
4-й - летние Олимпийские игры — Гит с места на 1000 м
4-й - летние Олимпийские игры — Командная гонка преследования на 4000 м  (вместе с Пьеранджело Бинколетто, Ивано Маффеи, Сильвестро Милани)
1981
1-й  Чемпион Италии — Кейрин
2-й  Чемпионат мира — Кейрин
1983
1-й  Чемпион Италии — Гонка по очкам
2-й  Чемпионат мира — Гонка по очкам
1984
2-й  Шесть дней Милана (вместе с Дитрихом Турау)
1986
3-й  Шесть дней Парижа (вместе с Франческо Мозером)
3-й  Шесть дней Гренобля (вместе с Пьеранджело Бинколетто)
1990
2-й  Шесть дней Антверпена (вместе с Пьеранджело Бинколетто)
3-й  Шесть дней Штутгарта (вместе с Пьеранджело Бинколетто)
1993
3-й  Шесть дней Антверпена (вместе с Пьеранджело Бинколетто)

## Статистика выступлений

### Гранд-туры
| Гранд-тур       | 1981 | 1982 | 1983 | 1984 | 1985 | 1986 | 1987 | 1988 | 1989 | 1990 | 1991 | 1992 | 1993 | 1994 | 1995 |
| --------------- | ---- | ---- | ---- | ---- | ---- | ---- | ---- | ---- | ---- | ---- | ---- | ---- | ---- | ---- | ---- |
| Джиро д’Италия  | НФ   | НФ   | НФ   | 93   | 107  | 99   | 108  | 91   | —    | 118  | —    | 40   | 60   | 69   | —    |
| Тур де Франс    | —    | НФ   | —    | —    | 112  | 92   | 119  | 106  | НФ   | 122  | 96   | 75   | —    | 90   | 89   |
| Вуэльта Испании | НФ   | —    | —    | —    | —    | —    | —    | —    | —    | —    | 47   | 62   | —    | —    | —    |

| —  | Не участвовал  |
| НФ | Не финишировал |